# Alexander Wassiljewitsch Kotschijew
Alexander Wassiljewitsch Kotschijew (russisch Александр Васильевич Кочиев; * 25. März 1956 in Leningrad) ist ein russischer Schachspieler.
Alexander Kotschijew gewann die Europäische Jugendmeisterschaft 1975/76. Im Jahr 1976 erhielt er von der FIDE den Titel Internationaler Meister verliehen, 1977 dann den Großmeistertitel.
Kotschijews Elo-Zahl beträgt 2372 (Stand: September 2014), im Januar 1978 erreichte er seine höchste Elo-Zahl von 2555.
| Hier fehlt eine Grafik, die im Moment aus technischen Gründen nicht angezeigt werden kann. Wir arbeiten daran! |

## Turniererfolge
- Kapfenberg 1976: 3. Platz[2]
- Dortmund 1977: 1./2. Platz[3]
- Leningrad 1977: 6. Platz
- Hastings 1978/79: 2. Platz
- European Club Cup 1979: 1. Platz (mit Burevestnik Moskau)
- Parcetic Memorial 1980: 1./2. Platz
- Tallinn 1985: 3. Platz
- Dresden 1985: 3./4. Platz